# Dîmivske, Nova Odesa
Dîmivske (în ucraineană Димівське) este localitatea de reședință a comunei Dîmivske din raionul Nova Odesa, regiunea Mîkolaiiv, Ucraina.

## Demografie
Componența lingvistică a localității Dîmivske
     Ucraineană (92,23%)
     Rusă (5,32%)
     Română (1,15%)
     Alte limbi (0,43%)
Conform recensământului din 2001, majoritatea populației localității Dîmivske era vorbitoare de ucraineană (92,23%), existând în minoritate și vorbitori de rusă (5,32%) și română (1,15%).